# James Hastings

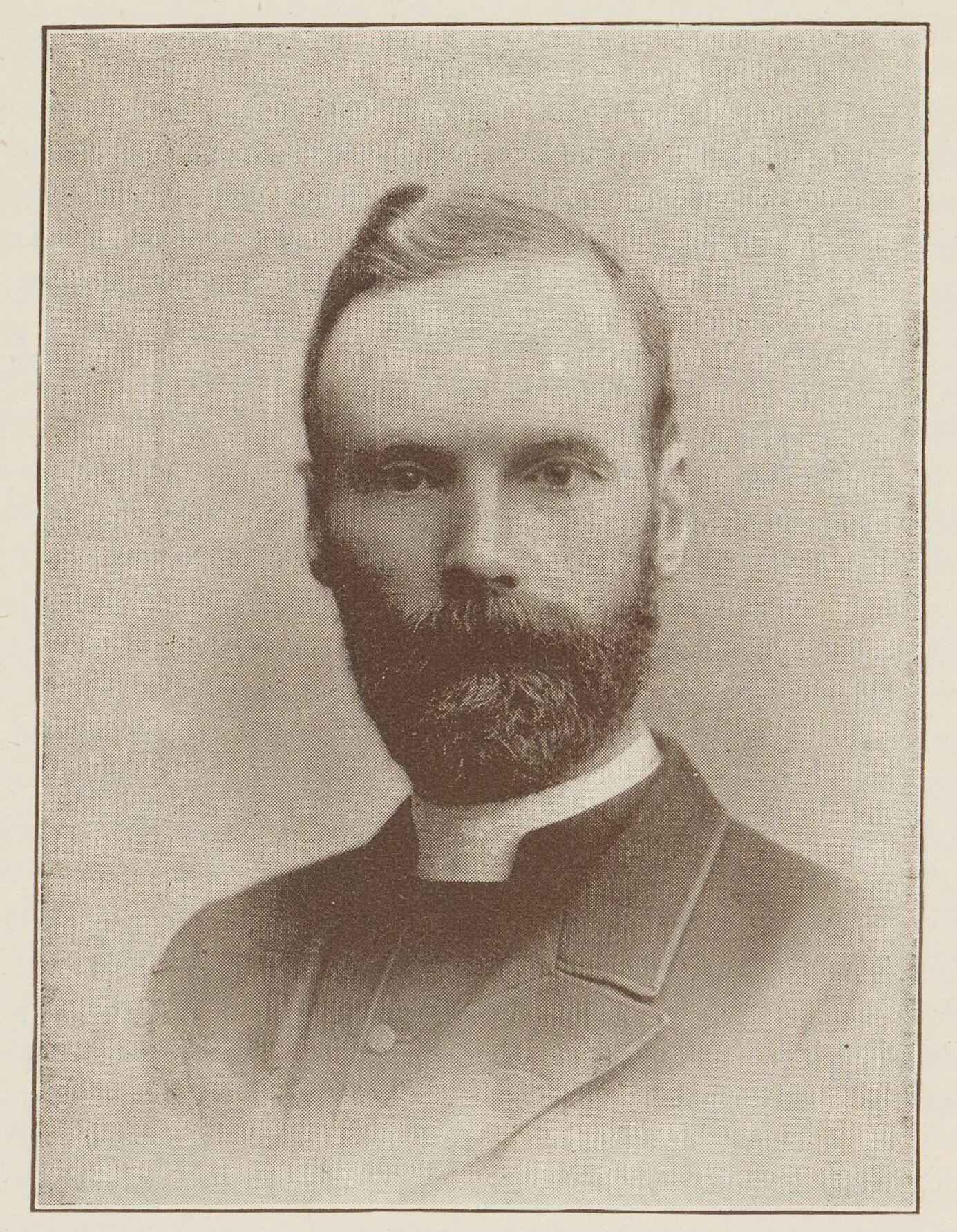
James Hastings

James Hastings (* 1852 in Huntly, Aberdeenshire; † 1922) war ein schottischer presbyterianischer Geistlicher und Religionswissenschaftler.

## Leben
Er wurde 1884 ordiniert und war Geistlicher der Free Church, der reformierten Freikirche in Schottland.
Er war Herausgeber der  Encyclopaedia of Religion and Ethics, an der zahlreiche namhafte Wissenschaftler mitarbeiteten, sowie Gründer und Herausgeber der Expository Times.

## Werke
- Dictionary of the Bible. 1898–1904, fünf Bände
- Dictionary of Christ and the Gospels. 1901, zwei Bände, spätere Editionen mit John A. Selbie und John C. Lambert
- Encyclopaedia of Religion and Ethics. 1908–26, 13 Bände (Repr. Edinburgh: Clark; New York: Scribner, 1969–1971, bei Internet Archive)
- Dictionary of the Apostolic Church. 1916 (bei Internet Archive)
- The Great Texts of the Bible. 1912, 20 Bände (bei Internet Archive)
- The Speaker's Bible. 1923, 13 Bände